# Kamen Rider World
Kamen Rider World es un  especial de Kamen Rider producido en 1994

## Historia
Shadow Moon, antiguo rival de Kamen Rider Black RX, resucita a monstruos derrotados previamente y los pone a su servicio. Estos monstruos empiezan a atacar la ciudad, pero Kamen Rider ZO y Kamen Rider J aparecen para derrotar a los monstruos. tras vencer la batalla contra los monstruos, Shadow Moon aparece en forma gigante, pero J se convierte también en un gigante y derrota a Shadow Moon definitivamente.

## Actores
- Kouji Segawa/Kamen Rider J: Yuuta Mochizuki
- Masaru Asou/Kamen Rider ZO: Kou Domon
- Beri: Rikako Aikawa (voz)
- Shadow Moon : Masaki Terasoma (voz)
- Garai: Kyoji Kamui (voz)
- Agito: Toshi Kurihara (voz)
- Zu: Yoko Mari

- Datos: Q3273256